# Abira
Abira (安平町, Abira-chō) és una vila i municipi de la subprefectura d'Iburi, a Hokkaido, Japó.

## Geografia
El municipi d'Abira es troba localitzat a l'est de la subprefectura d'Iburi, al sud-est de Hokkaido. La vila d'Abira compon amb altres municipis de la subprefectura com Atsuma, Mukawa i Shimukappu, aquest darrer de la subprefectura de Kamikawa, el districte de Yūfutsu. El terme municipal d'Abira limita amb els d'Atsuma i Tomakomai al sud, Chitose, a la subprefectura d'Ishikari, a l'oest i Yuni, a la subprefectura de Sorachi. També a Abira es troba la planta d'energia solar més gran de tot el Japó, propietat de les empreses SoftBank i Mitsui Bussan.

## Història
L'actual municipi d'Abira va ser fundat amb la categoria de vila el 27 de març de 2006 fruit de la fusió de les viles de Hayakita i Oiwake.

## Transport
Degut a la seua proximitat a la ciutat de Chitose, la vila d'Abira es troba relativament a prop del Nou Aeroport de Chitose.

### Ferrocarril
- Companyia de Ferrocarrils de Hokkaido (JR Hokkaido)
  - Estació de Toasa
  - Estació de Hayakita
  - Estació d'Abira
  - Estació d'Oiwake

### Carretera
- Autopista Oriental de Hokkaidō (Dōtō)
- Nacional 234
- Prefectural 10
- Prefectural 226
- Prefectural 235
- Prefectural 258
- Prefectural 290
- Prefectural 462
- Prefectural 482
- Prefectural 576
- Prefectural 933